# Ulysses Samuel Guyer

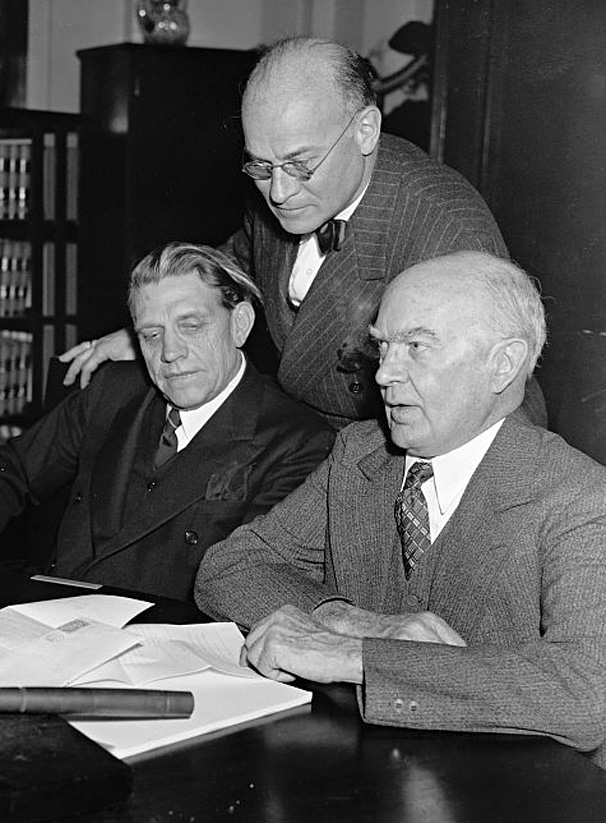
Ulysses Samuel Guyer (links) als Mitglied des Justizausschusses mit den Abgeordneten Emanuel Celler (rechts) und Hatton W. Sumners (1937)

Ulysses Samuel Guyer (* 13. Dezember 1868 bei Paw Paw, Lee County, Illinois; † 5. Juni 1943 in Bethesda, Maryland) war ein US-amerikanischer Politiker.
Guyer studierte an der Lane University in Lecompton, Kansas und besuchte die School of Law der University of Kansas in Lawrence. 1902 wurde er in die Anwaltschaft aufgenommen und praktizierte daraufhin in Kansas City. Nachdem er von 1907 bis 1909 Richter am Gericht der Stadt gewesen war, wurde Guyer 1909 bis 1910 Bürgermeister von Kansas City.
Nach dem Tod des Kongressabgeordneten Edward C. Little wurde Guyer als Republikaner in den Kongress gewählt, um den vakanten Sitz neu zu besetzen, und vertrat somit den Bundesstaat Kansas vom 4. November 1924 bis zum 3. März 1925 im US-Repräsentantenhaus. Er kandidierte nicht für eine weitere Amtszeit und kehrte nach Kansas City zurück, wo er wieder zu praktizieren begann. 1926 wurde Guyer erneut in das US-Repräsentantenhaus gewählt und gehörte ihm nun vom 3. März 1927 bis zu seinem Tod am 5. Juni 1943 in Bethesda an. Während dieser Zeit war er einer jener Abgeordneten, die im Jahr 1933 das letztlich nicht erfolgreiche Amtsenthebungsverfahren gegen den der Korruption beschuldigten Bundesrichter Harold Louderback in die Wege leiteten.
Guyer wurde auf dem Fairview Cemetery in St. John (Kansas) beigesetzt. In dieser Stadt war er früher Direktor der St. John High School und von 1896 bis 1901 Superintendent aller städtischen Schulen gewesen.